# Disa borbonica
Disa borbonica là một loài thực vật có hoa trong họ Lan. Loài này được Balf.f. & S.Moore mô tả khoa học đầu tiên năm 1876.